# Ambassade de Suède en Finlande

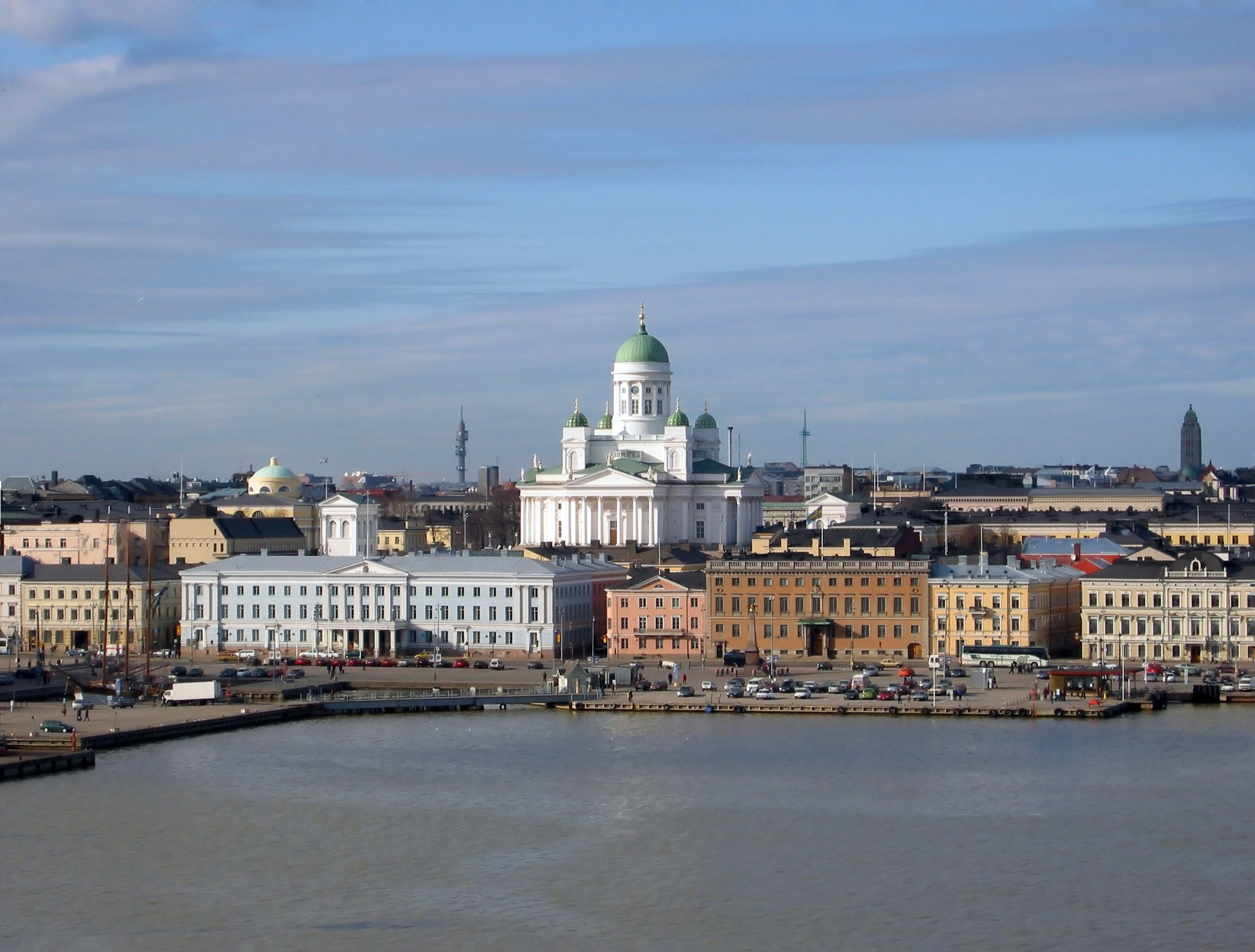
Helsinki vue du port, au fond la Cathédrale luthérienne, à l'avant l'ambassade de Suède est le bâtiment de couleur tabac.

L' Ambassade de Suède à Helsinki   (en finnois : Ruotsin Helsingin-suurlähetystö, en suédois : Sveriges ambassad i Helsingfors) est située au 7, Pohjoisesplanadi  dans le quartier de Kruununhaka à Helsinki la capitale de la  Finlande.

## Architecture
Conçu par l'architecte Anders Fredrik Granstedt pour servir de lieu sert d'habitation à J. H. Heidenstrauch, le bâtiment est construit en 1839. Dans les années 1920 le bâtiment est transformé en ambassade par l'architecte Torben Grut pour que sa façade rappelle celle du Palais royal de Stockholm.